# Llanolebias stellifer
Llanolebias stellifer är en fiskart som först beskrevs av Jamie E. Thomerson och Turner, 1973.  Llanolebias stellifer ingår i släktet Llanolebias och familjen Rivulidae. Inga underarter finns listade i Catalogue of Life.